# Sant Pere de Rubí
L'Església de Sant Pere és una església del municipi de Rubí (Vallès Occidental) protegida com a bé cultural d'interès local. La Parròquia de Sant Pere encapçala l'Arxiprestat de Rubí i Sant Feliu, on també hi trobem les parròquies de Santa Maria, Sant Pau, Sant Josep Obrer i Sant Feliu. L'actual temple de Sant Pere de Rubí és l'ampliació del temple preromànic construït amb tota probabilitat el segle x, al mateix temps que el castell d'origen aràbic. El campanar i el finestral de ponent conserven encara elements de l'antic temple preromànic.

## Descripció i Història
És una església de diferents èpoques i reconstruccions. Una primera època és romànica a la qual pertany la façana que dona a la plaça del D. Guardiet, que és d'un primitiu romànic llombard (segle xi).
El primer document que ens parla de l'església és de l'any 986 i fa referència a una venda de terres i cases situades en el terreny d'Aqualonga. Un altre document de l'any 996 menciona a l'església en una qüestió sobre les aigües de la riera i el torrent de Xercavins, promoguda per l'abat Ot de Sant Cugat.

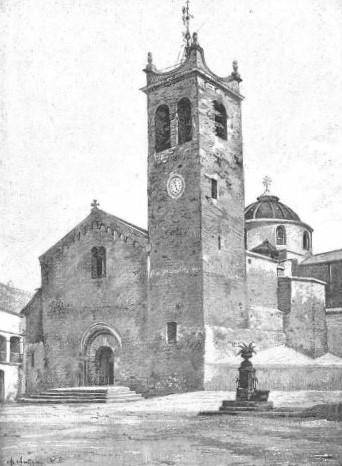
Any 1894

S'observa una petita finestra geminada amb capitell trapezoïdal i columna de marbre, que és d'una primitiva església preromànica anterior a la del segle xi.
La portada és de finals del segle xii i està formada per diverses arquivoltes i un capitell per banda de tema floral que es repeteix en el fris del costat. El campanar també és del segle xii i segueix el mateix estil llombard d'arcuacions.
Al segle xv es va fer la continuació de la nau romànica, desapareixent l'antic absis romànic i construint-ne una nau presbiteri.
El 1577 es va construir la primera capella a la dreta, junt al campanar.
A principis del s. XVII el consell municipal va encarregar als escultors Francesc i Jaume Rubió, pare i fill, que eren de Moià, fer un retaule per a l'església, les peces del qual que resten es poden veure a la Capella del Santíssim, un cop restaurades. A la Guerra del Francès, concretament el 1809, el temple fou saquejat per les tropes napoleòniques, que s'emportaren nombrosos objectes de valor. El 1884, degut al creixement de la població, es va eixamplar l'església i es va construir el creuer, l'absis, la galeria de circumval·lació i la sagristia. Ho va fer l'arquitecte Antoni Casademunt.

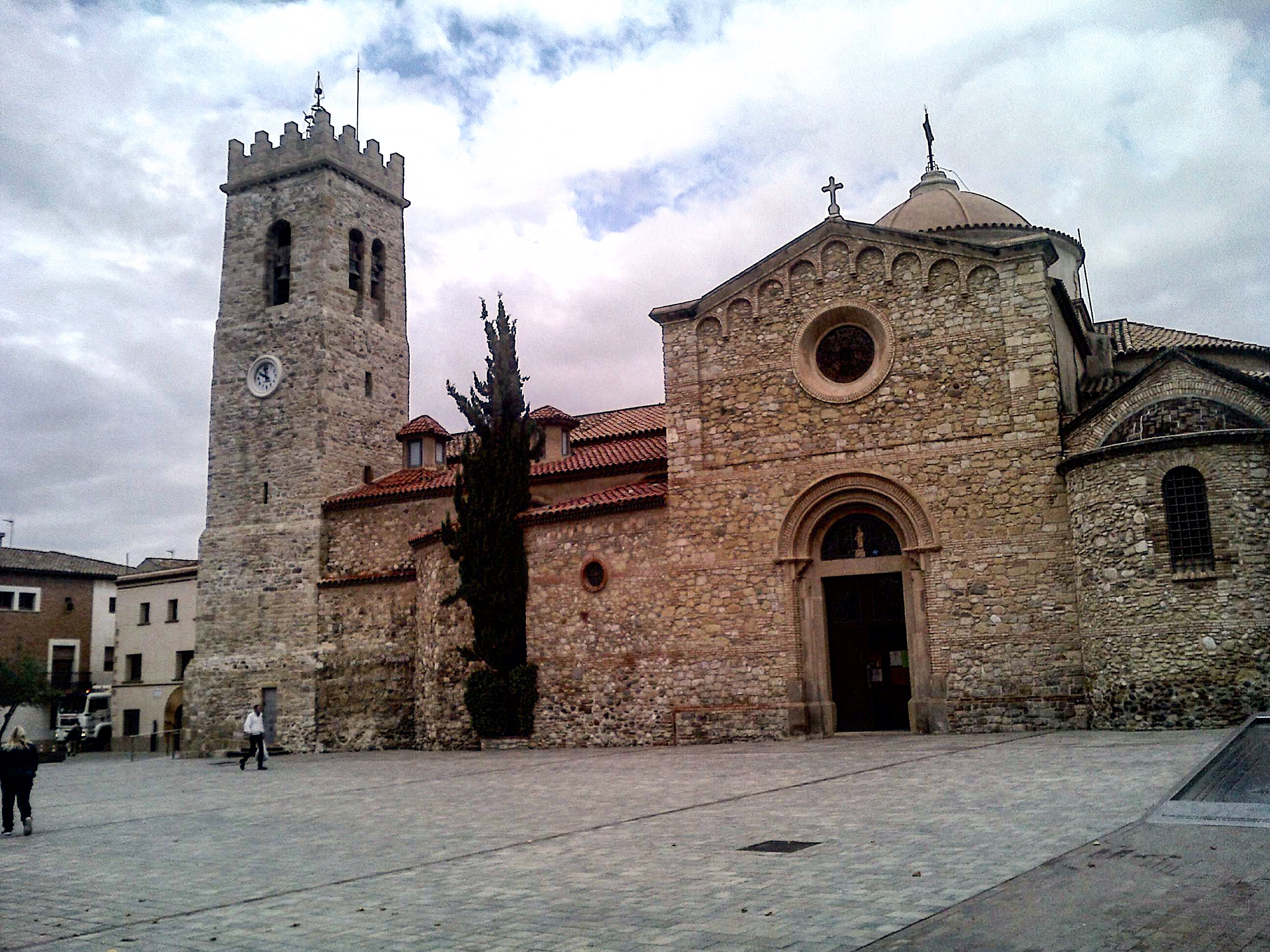
Any 2015

L'any 1927 es va restaurar el temple.
El 20 de juliol de 1936 un escamot d'incontrolats va cremar l'església i molts objectes religiosos van ser destruïts pel foc. Durant la guerra civil, les campanes foren foses per fer material bèl·lic i el temple fou utilitzat com a magatzem del sindicat agrícola. El 29 de febrer del 1939 s'hi fa la primera missa després de romandre tancada al culte 30 mesos. L'edifici va sent reconstruït de mica en mica després de la guerra. També es restableixen les festes i cerimònies religioses. Es restauraren els altars. Rafael Solanic va esculpir la imatge i el retaule de Sant Pere que podem veure en l'actualitat, a més d'altres elements artístics de les diferents capelles. L'any 1986 es va celebrar el mil·lenari de l'església i es van estrenar uns Goigs escrits per mn. Pere Ribot. L'última intervenció arquitectònica ha estat, als anys 90, l'escapçament dels merlets del campanar.